# Sunayna Wahi
Sunayna Raiza Wahi (Paramaribo, 14 agosto 1990) è una velocista surinamese.

## Biografia
Wahi ha debuttato nelle competizioni internazionali nel 2009, gareggiando in batteria ai Mondiali di Berlino nei 200 metri piani. Dal 2013 ha gareggiato nei campionati NCAA con l'Adam State University in Colorado, mentre tra le varie competizioni internazionali ha preso parte ai Giochi olimpici di Rio de Janeiro 2016.

## Palmarès
| Anno | Manifestazione                   | Sede           | Evento      | Risultato        | Prestazione | Note                          |
| ---- | -------------------------------- | -------------- | ----------- | ---------------- | ----------- | ----------------------------- |
| 2009 | Campionati sudamericani          | Lima           | 100 m piani | Batteria         | 12"47       |                               |
| 2009 | Campionati sudamericani          | Lima           | 200 m piani | 5ª               | 25"04       |                               |
| 2009 | Campionati panamericani juniores | Port of Spain  | 100 m piani | Batteria         | 11"94       |                               |
| 2009 | Campionati panamericani juniores | Port of Spain  | 200 m piani | Batteria         | 24"94       |                               |
| 2009 | Mondiali                         | Berlino        | 200 m piani | Batteria         | 24"74       | Miglior prestazione personale |
| 2011 | Campionati centroamericani       | San José       | 100 m piani | Batteria         | 12"14       |                               |
| 2011 | Campionati centroamericani       | San José       | 200 m piani | Batteria         | 24"70       |                               |
| 2011 | Campionati CAC                   | Mayagüez       | 100 m piani | Batteria         | 12"37       |                               |
| 2011 | Campionati CAC                   | Mayagüez       | 200 m piani | Batteria         | 24"47       |                               |
| 2011 | Universiadi                      | Shenzen        | 100 m piani | Batteria         | 12"09       |                               |
| 2011 | Universiadi                      | Shenzen        | 200 m piani | Quarti di finale | 24"86       |                               |
| 2015 | Campionati sudamericani          | Lima           | 100 m piani | 6ª               | 11"78       |                               |
| 2015 | Campionati sudamericani          | Lima           | 200 m piani | 5ª               | 24"02       |                               |
| 2015 | Giochi panamericani              | Toronto        | 200 m piani | Batteria         | 23"92       |                               |
| 2016 | Giochi olimpici                  | Rio de Janeiro | 100 m piani | Batteria         | 12"25       |                               |
| 2017 | Campionati sudamericani          | Asunción       | 200 m piani | 6ª               | 23"43       |                               |
| 2018 | Giochi sudamericani              | Cochabamba     | 200 m piani | 6ª               | 24"15       |                               |
| 2018 | Giochi CAC                       | Barranquilla   | 100 m piani | Batteria         | 11"90       |                               |
| 2018 | Giochi CAC                       | Barranquilla   | 200 m piani | Semifinale       | dnf         |                               |